# لوثر هير
لوثر هير (بالإنجليزية: Luther Hare)‏ هو عسكري أمريكي، ولد في 24 أغسطس 1851 في غرينكاسل في الولايات المتحدة، وتوفي في 22 ديسمبر 1929 في واشنطن العاصمة في الولايات المتحدة.